# Stewart Pollens
Stewart Pollens (ur. 1949 w Nowym Jorku) – znawca muzyki, pisarz, kolekcjoner dzieł sztuki, lutnik oraz renowator instrumentów muzycznych. Założyciel firmy Violin Advisor LLC, która zajmuje się doradztwem najznamienitszym muzykom, światowym orkiestrom, konserwatoriom, kolekcjonerom oraz inwestorom w zakresie doboru skrzypiec oraz innych instrumentów smyczkowych. 
Wydał wiele publikacji na temat najwybitniejszych lutników w historii muzyki, prowadził również wykłady z zakresu lutnictwa, konserwacji instrumentów smyczkowych, historii lutnictwa na świecie. Wieloletni pracownik Metropolitan Museum of Art, gdzie pod jego opieką znajdował się zbiór ponad 5000 instrumentów.